# 東風平千香
東風平 千香（こちひら ちか、1973年6月18日 - ）は兵庫県出身の女優。本名も同じ。血液型はO型。

## 来歴・人物
モモコクラブ桃組No.3174。身長161cm、スリーサイズは、B84、W57、H84。趣味はヨガ。
超光戦士シャンゼリオンの南エリ役で人気を博し、水戸黄門第20部「ミス水戸黄門」に毎日放送代表として選ばれる。2時間ドラマ、Vシネマ、舞台などにも出演、現在は米国に在住し、チャン千香名義でbudokon（武道魂）のインストラクターとして活動。2002年に結婚し、3児の母でもある。

## 出演

### テレビドラマ
- ナショナル劇場（TBS）
  - 第20部 第8話「情け紡いだ西陣織 -京-」（1990年12月24日、C.A.L） - おてる 役
  - 江戸を斬るVIII 第11話「命を賭けた御用旅」（1994年4月11日、C.A.L） - お君 役
  - 水戸黄門外伝 かげろう忍法帖 第10話「娘忍びを売る男 -人吉-」（1995年7月24日、C.A.L） - きよ 役
- 暴れん坊将軍（ANB / 東映）
  - 暴れん坊将軍V
    - 第9話「一目惚れ、仲よく危機一髪!」（1993年6月12日） - 菊姫 役
    - スペシャル「おんな盗賊の恋、吉宗にしかけられた天下の大陰謀」（1993年10月9日） - お初 役

  - 暴れん坊将軍VI
    - 第14話「遠い昔の花嫁衣裳」（1995年2月11日） - さえ 役
    - 第33話「俺らの兄貴は上様だ!」（1995年6月） - おつる 役

  - 暴れん坊将軍VII
    - 第2話「江戸怪奇 吉宗魔界を斬る!」（1996年7月20日） - おきぬ 役

  - 暴れん坊将軍IX（1998年11月7日 - 1999年9月30日） - 御庭番・皐月 役
- 学校の怪談 第6回「妖怪テケテケ」（1994年2月18日、関西テレビ） - 後藤美姫 役
- ドラマ新銀河「くろしおの恋人たち」（1994年10月17日、NHK総合テレビ） - 海野千鶴 役
- 超光戦士シャンゼリオン（1996年、テレビ東京） - 南エリ 役
- 新・御宿かわせみ 第6話「鬼女」（1997年11月20日、テレビ朝日）
- 名探偵保健室のオバさん 第3話「密室から消えた犯人！音楽室の怪事件」（1997年、ANB）
- 新・半七捕物帳 第17話「張子の虎」（1997年、NHK） - お捨 役
- 連続テレビ小説「天うらら」（1998年4月、NHK）
- 山村美紗サスペンス 京都女優シリーズ（金曜エンタテイメント / CX）
  - 第1作「京都夜の祇園殺人事件」（1999年1月22日） - チナツ 役
  - 第4作「妖しの清少納言殺人事件」（2002年6月7日） - 浅野弘子 役
  - 第5作「流れ橋殺人事件」（2003年3月28日） - 石田朱美 役
- 月曜ドラマスペシャル「世紀末！男コンパニオン物語」（1999年12月13日、TBS） - 進藤ゆかり 役
- 未来戦隊タイムレンジャー Case File 22「桃色の誘惑」（2000年7月16日、テレビ朝日） - 結婚詐欺師バーベラ（キョウコ）役
- 八丁堀の七人 第2シリーズ 第2話 （2001年1月25日、テレビ朝日） - おかよ 役
- はぐれ刑事純情派シリーズ（テレビ朝日 / 東映）
  - はぐれ刑事純情派 第14シリーズ 第7話 「妻が見た三角関係の秘密！拾われた女!?」（2001年5月16日）
  - はぐれ刑事純情派 第15シリーズ 第9話「ラーメンが暴いた真犯人！目撃者は見なかった!?」（2002年5月29日） - デザイン学校学生 役
  - はぐれ刑事純情派 2006年スペシャル「帰ってきた安浦刑事 殉職…さらば夏目刑事」（2006年12月30日） - 山手総合病院看護師 役
- 土曜ワイド劇場（ANB）
  - 京都の芸者弁護士事件簿5（2001年8月18日） - 広瀬恭子（女優） 役
  - 京都殺人案内26（2003年2月15日） - 葛西貴子 役
  - 京都殺人案内31（2008年7月19日）
- 女と愛とミステリー「みの刑事の愛の事件簿大作戦〜信濃・東海路同級生連続殺人事件」（2003年1月15日、TX）
- 相棒season4 第10話「殺人生中継」（2005年12月14日、テレビ朝日） - 綾瀬圭子 役
- 古畑任三郎FINAL 第2夜「フェアな殺人者」（イチロー編）（2006年1月4日、新春ドラマスペシャル、フジテレビ） - ホテル従業員 役
- 役者魂! 第4話「嘘の家族がバレる」（2006年11月7日、フジテレビ） - 家裁調査官 役

### オリジナルビデオ
- ザ・代紋 シリーズ（アンカー・ネットワーク）　- 亜希子 役
  - ザ・代紋（2002年1月25日）
  - ザ・代紋2（2002年5月24日）
  - ザ・代紋3 Dancing Dragon 覇王列伝（2002年10月25日）
  - ザ・代紋4 Dancing Dragon 覇王継承（2002年12月20日）

### 舞台
- 北区つかこうへい劇団特別公演 秦建日子の世界「Re-Birth」（1998年9月23日〜9月27日、王子小劇場）
- 秦建日子プロデュースVol.7「タクラマカン」（1999年10月、下北沢「劇」小劇場）
- 以蔵のいちばん長い日（2001年5月3日〜5月9日、作演出・吉崎宏人、新宿シアターモリエール）
- 剣客商売（2001年11月4日〜11月30日、梅田コマ劇場）
- 「大炊介始末」「よじょう」（2001年12月12日〜12月18日、TACCS1179）
- 必殺仕事人（2002年8月5日〜8月27日、明治座）
- すっぽんぽん劇場外伝 歌舞伎町フルモンティ（2002年9月20日〜9月29日、新宿芸能社、アイピット目白）
- 「ファウストA.D.2000」（メフィスト－フェレス役、2000年3月、作演出・吉崎宏人、アイピット目白）
- 藤田まこと錦秋特別公演「剣客商売」（2003年11月1日〜11月26日、名古屋御園座）
- 夫婦善哉（2004年11月2日〜11月29日、明治座）
- 鳥羽一郎・山川豊兄弟公演「兄弟槍」（2005年1月、中日劇場、2月、新宿コマ劇場）
- H〜i！Jack!! 〜やぁ!ジャックさん!!〜（2005年7月23日〜7月31日 劇団たいしゅう小説家、東京芸術劇場小ホール2）
- 鳥羽一郎・香西かおり特別公演「花の兄妹 誉れの祝い唄」（2006年6月2日〜6月26日、中日劇場）

### テレビCM
- カゴメ「キャロット100%トマトジュース」（1996年）
- IDC国際デジタル通信企画「0061ケータイ国際化大作戦」（1997年）

## 雑誌
- 週刊プレイボーイ（1997年11月11日号）